# Synagoga w Łodzi (ul. Piotrkowska 50)
Synagoga w Łodzi – prywatny dom modlitwy znajdujący się w Łodzi przy ulicy Piotrkowskiej 50.
Synagoga została zbudowana około 1894 roku. Podczas II wojny światowej hitlerowcy zdewastowali synagogę.